# ولادیمیر اسپیواکف
ولادیمیر تئودوروویچ اسپیواکف (روسی: Владимир Теодорович Спиваков؛ زادهٔ ۱۲ سپتامبر ۱۹۴۴) یک نوازندهٔ برجستهٔ ویولن و رهبر ارکستر اهل روسیه است.
او دانش‌آموختهٔ کنسرواتوار دولتی چایکوفسکی مسکو و از شاگردان «یوری یانکولوویچ» است و در ۱۳ سالگی، برندهٔ جایزهٔ نخست مسابقات رهبری ارکستر در مسکو شد. وی همچنین از برندگان ویولن‌نوازی در رقابت‌های لون-تیبو-کرسپن است.
وی بابت فعالیت‌های هنری خود، برندهٔ افتخارات و جوایز گوناگونی شده است که از آن میان، می‌توان به جایزه دولتی اتحاد شوروی، جایزه هنرمند مردمی اتحاد جماهیر شوروی، نشان لژیون دونور، نشان افتخار مسروپ ماشتوتس مقدس، «نشان شاخهٔ زیتون» (ارمنستان)، «نشان داناکار» (قرقیزستان)، «نشان درجه ۲ لیاقت» (اوکراین)، «نشان رفاقت» (روسیه)، «نشان زرین موتزارت یونسکو» و «هنرمند صلح یونسکو» اشاره کرد.
در سال ۱۹۸۴ میلادی، «لئونارد برنستاین»، چوبِ رهبری ارکستر خود را به وی تقدیم کرد. دانشگاه دولتی مسکو نیز در سال ۲۰۰۲ میلادی به او دکترای افتخاری داد.
اسپیواکوف در حال حاضر به عنوان مدیر هنری و رهبر اصلی ارکستر فیلارمونیک ملی روسیه فعالیت می‌کند. او رهبری موسیقی انیمیشن «جوجه اردک زشت» ساختۀ گری باردین در سال ۲۰۱۰ را بر عهده داشت.
در مارس ۲۰۱۴، او نامه‌ای را در حمایت از سیاست‌های ولادیمیر پوتین در مورد الحاق کریمه توسط فدراسیون روسیه در سال ۲۰۱۴ امضا کرد. با این حال، در سال ۲۰۲۲، او و دیگر هنرمندان روسی نامه‌ای را علیه حمله روسیه به اوکراین که توسط پوتین آغاز شده بود، امضا کردند.